# Ley de Friedel

Representación vectorial de la ley de Friedel

La ley de Friedel, llamada así en honor al mineralogo francés Georges Friedel (1865-1933), es una propiedad de las transformadas de Fourier de funciones reales.
Dada una función real {\displaystyle f(x)}, su transformada de Fourier
{\displaystyle F(k)=\int _{-\infty }^{+\infty }f(x)e^{ik\cdot x}dx}
tiene las siguientes propiedades:
{\displaystyle F(k)=F^{*}(-k)\,}
donde {\displaystyle F^{*}} es la compleja conjugada {\displaystyle F}.
Los puntos centrosimétricos {\displaystyle (k,-k)} se llaman pares de Friedel. 
El cuadrado de la amplitud ({\displaystyle |F|^{2}}) es centrosimétrico:
{\displaystyle |F(k)|^{2}=|F(-k)|^{2}\,}
La fase  {\displaystyle \phi } of {\displaystyle F} es antisimétrica:
{\displaystyle \phi (k)=-\phi (-k)\,}.

La ley de Friedel es usada en difracción de rayos X, cristalografía y dispersión de potenciales reales junto con la aproximación de Born. Nótese que una operación semejante (conocida como Opération de maclage) es equivalente a la inversión de un centro y las intensidades de los individuos son equivalentes bajo la ley de Friedel.